# エノキタケリノール酸
エノキタケリノール酸（エノキタケリノールさん）は、キノコの一種であるエノキタケ中から発見された成分で、4種類の脂肪酸からなる複合体である。内臓脂肪率を低下させる効果があることが、複数のヒト介入試験結果により確認されている。生のエノキタケ100グラム（乾燥エノキタケ約10グラム）にエノキタケリノール酸が800ミリグラム含まれる。

## 発見の経緯と概要
2006〜2009 年に実施された、エノキタケ抽出物（キノコキトサン＝キノコ由来の植物性キトサン）を用いた複数のヒト介入試験の結果により、エノキタケに含まれる成分は内臓脂肪率を低下させる効果があることが明確になった。しかし、一連の試験に使用されたエノキタケ抽出物の1日摂取量400ミリグラム中の食物繊維の含量が100ミリグラム以下と少量であることから、一般にカニやエビのキトサンで報告されているような脂肪吸収抑制作用のみでは、実験結果で得られた内臓脂肪率の低下作用は説明が不十分であった。その後、2009年から横浜薬科大学（当時は日本薬科大学に在籍）の渡邉泰雄、静岡県立大学の山田静雄らを中心とする共同研究チームにより、内臓脂肪率を低下させる機序の研究が行われた。研究の結果、エノキタケ抽出物中より発見されたある脂肪酸の複合体が内臓脂肪の低下に深く関与していることが判明する。この複合体は4種類の脂肪酸、リノール酸、α-リノレン酸、ペンタデカン酸、パルチミン酸が比率95：2：2：1の割合で構成されており、さらに、この複合体の内臓脂肪減少作用の機序の一つとして、βアドレナリン受容体刺激を介した脂肪分解促進作用が寄与している可能性が認められた。2010年にこの脂肪酸の複合体は、研究チームの渡邉泰雄によりエノキタケリノール酸と命名された。生のエノキタケ100グラム（乾燥エノキタケ約10グラム）にエノキタケリノール酸が800ミリグラム含まれる。
その後さらに、立教大学の常盤広明によるコンピュータシミュレーションによる研究により、エノキタケリノール酸が二つのβアドレナリン受容体の間に入り込んで間接的に刺激して活性化させ、その結果内臓脂肪を燃焼させることも明らかになった。

## 効能、安全性
体重、BMI（ボディマス指数）、体脂肪率、内臓脂肪率が統計的に有意に低下する臨床実験結果が複数あるが、皮下脂肪の減少については実験によって異なる。また、標準摂取量の3〜5倍を連続摂取しても特に健康上の問題はないとの安全評価をした研究もある。具体的な研究結果は、エノキタケのページ「内臓脂肪率低下に関する研究」を参照。
人工的に合成されたエノキタケリノール酸は短時間で分解されてしまう一方、天然由来のものは、体内に取り込まれた後の血中濃度、および血中脂肪酸の配合比率ともに長時間安定していたという臨床試験結果もある。このため、長時間の効果が期待できると考えられている。

## 有効性が有るとするいくつかの研究
内臓脂肪を低下させる機序の研究以下の各研究により、エノキタケリノール酸は、βアドレナリン受容体と強い結合活性をもち、これが内臓脂肪減少効果の機序の一つとなっていることが示された。エノキタケリノール酸はその各脂肪酸の構成比率が重要であり、それは、リノール酸、α-リノレン酸、ペンタデカン酸、パルチミン酸の比率が95：2：2：1となる。さらに、服用後のエノキタケリノール酸は、脂肪組織への分布も良好であり、血液中で安定しており、内臓脂肪減少効果は長時間にわたり発現することが期待できる。また、βアドレナリン受容体を活性化させる機序も、コンピュータシミュレーションにより明らかになった。
エノキタケリノール酸がβ3アドレナリン受容体と強い結合活性を持つこと、またエノキタケリノール酸を構成する各脂肪酸の比率が重要であることを示した実験ヒト由来のβ3アドレナリン受容体を発現している細胞を用いた実験において、エノキタケ抽出物からエタノール抽出されたエノキタケリノール酸は、β3受容体と強い結合活性を有していることが分かった。さらに、リノール酸、α-リノレン酸、ペンタデカン酸、パルミチン酸が比率95：2：2：1の割合で構成される脂肪酸複合体であるエノキタケリノール酸のβ3受容体結合活性率が平均75%（74〜77%）であった一方、4種類の脂肪酸のうち1種類でも欠けたもの、または単体脂肪酸での結合活性率は比較して著しく低下した（平均8〜40%）。特にパルミチン酸が欠けた場合は結合能が失活した。（久保光志ほか、2009年）
既に報告されているエノキタケ抽出物のヒト介入試験と同様に、エノキタケリノール酸についても内臓脂肪を減少させる効果が有ることを示した実験肥満・II型糖尿病マウス（TSODマウス）の1か月の経口投与実験において、エノキタケ抽出物および、それから抽出されたエノキタケリノール酸は、内臓脂肪、血中総コレステロール、中性脂肪を減少させることが明確になった。一方体重の減少は認められなかった。さらに、作用機序に関して、アディポネクチンとレプチンの変動でも有意な増加が認められた。つまり、エノキタケ抽出物、およびそれから抽出されたエノキタケリノール酸がβアドレナリン受容体を刺激することで、二次的反応としてアディポネクチンやレプチンの分泌を促し、脂質代謝系を活発化させることが示唆された。（久保光志ほか、2009年）
エノキタケリノール酸が、βアドレナリン受容体にたいして結合活性をもつことを示した実験βアドレナリン受容体発現細胞を用いた実験において、エノキタケリノール酸は、β3アドレナリン受容体だけでなく、β1およびβ2アドレナリン受容体にも結合活性を示した。エノキタケリノール酸の内臓脂肪減少作用の機序の一つとして、βアドレナリン受容体刺激を介した脂肪分解促進作用が寄与している可能性が認められた。（吉田徳ほか、2009）
エノキタケリノール酸の体内への吸収や分布を明らかにするための体内動態試験エノキタケリノール酸をマウスに経口投与した実験では、肥満・II型糖尿病マウス（TSODマウス）は正常マウスと比べて膵臓、脾臓、腎臓へのエノキタケリノール酸の移行は有意に早かった。さらに、投与3時間後には増量傾向が認められ、24時間後でも有意な増量が認められた。この結果は、糖・脂質代謝異常が生じている状態（肥満・II型糖尿病）では、糖・脂質代謝に影響を及ぼす部位にエノキタケリノール酸は移行しやすいこと、さらに長時間にわたって作用を発現することを示している。（吉田徳ほか、2010）
エノキタケリノール酸の血中における濃度と組成変化を調べた実験ラットとヒト試験によるエノキタケリノール酸の経口投与実験の結果、少なくとも90分の間（ラットの場合は300分）、血中におけるエノキタケリノール酸の濃度は、投与していない対照群と比べて有意に高い値を示した。さらに、エノキタケリノール酸の各脂肪酸の構成比率に有意な変化は認められなかった。服用後のエノキタケリノール酸は、血液中で安定であり、内臓脂肪減少効果は長時間にわたり発現することが示唆された。（齋藤博ほか、2010）
エノキタケリノール酸の血中における濃度と組成変化を調べたヒト介入試験BMI が21以上23未満の健常な男女20人（男性：14人、女性：6人）を対象にしたプラセボニ重盲検法試験にて、中性脂肪値が上昇する食事をとった後にエノキタケリノール酸を摂取し、その吸収と血中遊離脂肪酸濃度、および含有脂肪酸の構成比率を調べた。一般的に血中中性脂肪が上昇すると、血中の遊離脂肪酸は中性脂肪の合成や脂肪組織で貯えられたり生体内で利用されるので、血中における遊離脂肪酸濃度は減少する。本実験において、食後に血中中性脂肪が上昇（血中遊離脂肪酸が減少）する場合においても、エノキタケリノール酸を摂取した試験群は非摂取対照群に比べて有意に遊離脂肪酸およびリノール酸の血中濃度（つまりエノキタケリノール酸の濃度）が高かった。さらに、血中におけるエノキタケリノール酸のもつ特徴的な脂肪酸構成に有意な変化は認められず、安定して存在することが明らかになった。（齋藤博ほか、2011）
コンピュータシミュレーションにより、エノキタケリノール酸がどのようにβアドレナリン受容体に作用するのか明らかになった研究エノキタケリノール酸は内臓脂肪細胞の細胞膜中に入り込むと、そこに存在する遊離脂肪酸とサンドイッチ構造を作り、これによりβ受容体同士はコレステロール分子を介して安定な二量体を形成する。単量体の場合と比べて、この安定な二量体形成は、リガンド結合により誘起されるシグナル伝達が増強されることが分かった。（Nakano et al., 2012）

## ダイエットへの利用
エノキタケリノール酸は、干して乾燥させたエノキタケから効率よく摂取できること、さらに効果に必要な摂取量も一連の研究において明らかになっていたことから、誰でもできる乾燥干しエノキタケを使ったダイエット方法として注目され、テレビや雑誌など複数のマスメディアに取り上げられた。エノキタケリノール酸はエノキタケの細胞壁に多く含まれると考えられているので、エノキタケをアルカリ処理したものや、干して乾燥させたものなど、強固な細胞壁を破壊した状態のエノキタケからより摂取が効率的であるが、一方、生のエノキタケをそのまま調理しただけではエノキタケリノール酸の摂取は困難である。

## テレビ、雑誌、ネット記事
- NHKためしてガッテン『生かす！きのこパワー 13倍UP激うま健康ワザ』 2011年11月9日（水）午後8時放送
- NHKあさイチ！『スゴ技Qえのきたけ徹底徹底活用術』 2012年10月2日（火）放送
- 『女性自身』 2006年5月、光文社
- 『からだにいいこと』 2012年3月号、2014年10月号、祥伝社
- 『女性セブン』 2012年11月1日号、2016年12月8日号、小学館
- 『安心』、2012年12月号、マキノ出版
- 『夢21』 2013年6月号、2015年5月号、わかさ出版
- 『日経ヘルス』 2013年8月号、2014年10月、2015年9月号、日経BP社
- 『健康』2014年10月号、株式会社主婦の友インフォス情報
- 『サンデー毎日』 2014年11/23号、毎日新聞社
- 『anan』 2015年7月15日号、マガジンハウス
- 『NEWSポストセブン』 2012年10月21日 7時1分